# 아즈마칸
아즈마칸(東艦 동함[*])은 남북전쟁 중에 남부맹방이 구입하여 CSS 스톤월(CSS Stonewall)이라고 명명했다가 종전 이후 일본에 넘겨져 일본 해군 최초의 철갑함으로 취역한 군함이다. 일본 해군 취역 당시 처음 이름은 코우테츠칸(甲鉄艦 갑철함[*])이었다.
이 배는 프랑스에서 1864년 건조되었고 1869년 미군에게 인도되었다. 보신전쟁의 후기에 메이지 정부군의 주력으로 1869년 5월의 하코다테 해전에서 주역을 맡았다. 동형함인 셰오프는 프로이센 해군에 매각되어 프린츠 아달베르트(Prinz Adalbert)이라는 이름이 붙여졌다.

## 근원
아즈마는 프랑스 보르도의 라르망 조선소에서 건조되었으며 원래의 이름은 '스핑크스'로 남북전쟁에서 남부연합에 매각될 예정이었으나 인도되기 전 프랑스 정부가 남부에 군함을 매각하는 것을 금지시켰기 때문에 대신 스텔쾨더(Stærkodder)라는 이름으로 덴마크로 매각되었다. 1864년 6월 21일, 덴마크인 선원들이 이 배를 보르도에서 인도받아 시험항주를 한 이후 덴마크 해군성과 라르망간의 최종 조정이 이루어지고 있었으나 협상은 마지막까지 난황을 거듭했고 결국 최종협상이 결렬되자 라르망은 10월 30일 선박 인도를 거부했지만, 덴마크 정부는 선박에 대한 권리를 요구하는 등 혼란이 심해졌다.

1865년 1월 7일이후, 이 배는 남군 해군에 인도되어 CSS 스톤월이라는 이름으로 해상에서 개칭되었다. 이 배가 남부에 도달하는 것을 두려워한 북군은 몇차례에 걸쳐서 이 배의 이동을 차단하려 하였으며, 2월과 3월에는 북군 해군 소속 USS 나이애가라와 USS 새크라멘토가 스페인에서 출발하여 스톤월 호의 출발을 막으려 했으나 이 강력한 남군의 선박은 운좋게 큰 방해없이 출항할 수 있었다.
그러나 대서양을 횡단하는 힘겨운 과업을 수행하고 미국에 도착했을 때는 1864년 10월 이래 남부동맹이 거의 해체되었고 남부 해군은 괴멸된 상태로 이미 남북전쟁은 끝나가고 있었기 때문에 이 배가 활약을 할 기회는 없었다. 결국 북군의 손에 이 배가 넘어갈 것을 우려한 페이지 선장은 이 배를 아바나로 이동시켜 쿠바의 해군 대령에게 16,000달러에 매각했다. 미국은 이 배의 비용을 지불하고 다시 회수했으며 일시적으로 소집해제되어 미해군의 항구에 있다가 일본의 도쿠가와 막부가 구입교섭에 나서게 된다.

## 일본
1867년, 일본의 도쿠가와 막부는 오노 도모고로를 대표로 하는 방미사절단이 해군을 현대화하기 위하여 미국 정부에게 3만 달러를 지불하고 이 배를 구입했으며 잔금 1만 달러는 선박 인수후에 지불하기로 했다. 다음해인 1868년에는 막부가 와해되자 신정부 측이 교섭대상이 되었으며 당시는 근왕군과 막부군의 내전인 보신 전쟁이 벌어지고 있어 서구열강들은 일본의 내전에 대해 중립상태를 유지하고 있었기 때문에 선박의 인도도 지연되었다.
코우테츠가 메이지 신 정부에 인도된 것은 1869년 2월의 일로, 이 배는 메이지 정부군에 합류하여 다른 7척의 군함과 함께 홋카이도로 파견되어 막부군의 잔존함대와 전투를 벌이게 되었다. 당시 에노모토 다케아키를 비롯한 막부의 잔존세력은 홋카이도로 이동, 그곳에서 프랑스의 지원하에 에조 공화국을 수립할 계획이었다.
1869년 3월 25일, 미야코 만 해전에서 코테츠는 막부 측의 신선조 잔여병력이 탄 돌격함 가이텐마루(回天丸)에게 야습을 당했으나 신예 개틀링 포의 위력으로 습격을 막아내었고, 이후 하코다테 해전에도 참가하였다.
코우테츠는 1871년 12월 7일, 아즈마(東)로 개칭되었고 1888년까지 현역으로 남아있었으나 그 이후에는 비전투 항구 경비임무에 돌려졌다.
아즈마는 잘 배치된 장갑회전포탑을 장비하고 있어 당시에는 무적의 불침함선으로 여겨졌으며 당시의 함포로는 장갑을 관통할 수 없었기에 목조전함을 상대로는 무적의 위력을 보였다.